# Xylopia torrei
Xylopia torrei este o specie de plante angiosperme din genul Xylopia, familia Annonaceae, descrisă de N. Robson. Conform Catalogue of Life specia Xylopia torrei nu are subspecii cunoscute.